# 安西王府
安西王府是元朝在西安设立的管理机构，为安西王驻地。后安西王阿难答在1307年叛乱，安西王被撤。大德十年(1306年)八月壬寅毁于地震。
今位於寧夏回族自治區固原市，在其遗址内出土了阿拉伯数字 幻方。